# Bobby Brown (canción)
« Bobby Brown (Goes Down) » es una canción del músico estadounidense Frank Zappa publicada en su álbum doble Sheik Yerbouti (1979). Una de sus canciones más conocidas, tuvo un gran éxito en Europa. Se clasificó como el éxito número uno en Noruega y Suecia, y se clasificó en el cuarto lugar en las listas alemanas, donde se vendieron más de 250.000 unidades. La canción tuvo más éxito en Europa que en los Estados Unidos debido a su contenido sexual generalizado, lo que la hizo inadecuada para ser transmitida en la radio estadounidense. Por esta razón, solo se incluye en la versión en vinilo y en CD europea de la mejor recopilación de Zappa, Strictly Commercial (1995). 

## Sinopsis
La canción describe a Bobby Brown, un estudiante rico y misógino llamado "el chico más lindo de la ciudad", cuya vida representa el sueño americano, hasta que un encuentro traumático con "Freddie", una lesbiana que participa en el movimiento de liberación de la mujer, lo lleva a cuestionar su sexualidad. Bobby se viste con un atuendo informal y se disfraza de un hombre homosexual encerrado que trabaja en promociones de radio. Al final de la canción, él y "un amigo" (que más tarde se descubrió que era su jefe, ya que "haría cualquier cosa para salir adelante", lo cual también tiene un doble significado, es decir, conseguir cabeza) se autodenominan "sexuales". "spastic(s)" participó en Gold Rain y S&M, por lo que agradece a Freddie.